# موسیرز
روستای موسیرز یکی از روستاهای باستانی شهرستان گناباد در استان خراسان رضوی ایران است. این روستا در ۲۵ کیلومتری غرب گناباد و در دامنه‌های سیاه کوه میان گناباد و فردوس واقع شده 
است. 
علاوه بر این موسیرز دارای باغات بامحصولات متنوعی چون انگور، بادام، گردو، زردآلو، انجیر، انار و… می‌باشد.
روستای فوق دارای ۷ آسیاب‌ به نام‌های آسیاب چنار، تنگل، علیشیر، خونها،.. ، بادگیرهای منازل خشتی گلی،
از افراد سرشناس روستای موسیرز گناباد میتوان به پیرغلام اهل بیت مرحوم حاج عباس کلاغی(فرامرزپور) اشاره کرد که از جانبازان سلحشور عرصه دفاع مقدس بودند و در اواخر عمر گرانقدر خود چشمه بسیار ارزشمند خود را وقف این روستا و چند روستای دیگر کردند